# Boldírevo
Boldírevo (en rus: Болдырево) és un poble de l'óblast d'Astracan, a Rússia. Pertany al districte de Volodarski. Segons el cens del 2010 tenia 557 habitants.